# Saint-Germain-de-Tallevende-la-Lande-Vaumont
Saint-Germain-de-Tallevende-la-Lande-Vaumont ist eine ehemalige französische Gemeinde mit 2.045 Einwohnern (Stand 1. Januar 2022), den Tallevendais, im Département Calvados in der Region Normandie.
Am 1. Januar 2016 wurde Saint-Germain-de-Tallevende-la-Lande-Vaumont im Zuge einer Gebietsreform zusammen mit sieben benachbarten Gemeinden als Ortsteil in die neue Gemeinde Vire Normandie eingegliedert.

## Geografie
Saint-Germain-de-Tallevende-la-Lande-Vaumont liegt direkt südlich von Vire, an dessen Gebiet es im Norden grenzt. Südlich der Ortsgrenze beginnt das Département Manche. Der Fluss Vire berührt das Gebiet im Nordosten, die Virène und ihr Zufluss Dathée, die hier zum Lac de la Dathée aufgestaut ist, im Westen. Hier verläuft auch die frühere Route nationale 177 (heutige D577).

## Geschichte
Saint-Germain-de-Tallevende-la-Lande-Vaumont entstand 1973 durch den Zusammenschluss der Gemeinden Saint-Germain-de-Tallevende und La Lande-Vaumont.

### Bevölkerungsentwicklung
| Jahr                             | 1793  | 1836  | 1876  | 1926  | 1946  | 1968  | 1990  | 2013  |
| Einwohner                        | 3.152 | 3.309 | 2.803 | 2.025 | 2.310 | 1.391 | 1.584 | 1.989 |
| Quelle: Cassini, EHESS und INSEE |       |       |       |       |       |       |       |       |

## Sehenswürdigkeiten
- Kirche Saint-Germain aus dem 17. Jahrhundert
- Kirche Saint-Pierre
- Herrenhaus Le Clos Fortin aus dem 16. Jahrhundert
- Schloss La Tessonière aus dem 19. Jahrhundert
- Dolmen de la Loge aux Sarrazins, seit 1934 Monument historique[3]

## Trivia
Mit 38 Buchstaben (ohne Bindestriche) gehört der Name des Ortes zu den längsten in Frankreich.